# Inter arma enim silent leges
Inter arma enim silent leges é uma expressão jurídica em latim que significa literalmente "Entre as armas, as leis são silenciosas", também popularmente traduzida como "Em tempos de guerra, a lei se cala".
É comumente utilizada no direito internacional.

## Roma Antiga
O aforismo provavelmente foi escrito pela primeira vez com essas palavras por Cícero em sua oração publicada Pro Milone, na forma Silent enim leges inter arma.

## Na ficção
A frase foi usada como título de um episódio de 1999 da série de televisão de ficção-científica Star Trek: Deep Space Nine, em que o personagem Almirante William J. Ross usa a frase para justificar um ato moralmente duvidoso durante a Guerra dos Dominion.